# Êta
Pour les articles homonymes, voir Êta (homonymie) et ETA (homonymie).
Cette page contient des caractères spéciaux ou non latins. S’ils s’affichent mal (▯, ?, etc.), consultez la page d’aide Unicode.
Êta (capitale Η, minuscule η ; en grec ήτα), est la septième lettre de l'alphabet grec, précédée par zêta et suivie par thêta. Dérivée de la lettre het  de l'alphabet phénicien, elle est l'ancêtre de la lettre H de l'alphabet latin, de la lettre И de l'alphabet cyrillique et de la lettre ēta de l’alphabet copte.

## Usage

### Grec
En grec moderne, êta représente une voyelle fermée antérieure non arrondie, /i/. Il partage cette fonction avec plusieurs autres lettres (ι, υ) et les digrammes ει et οι, qui sont toutes prononcées de la même manière.
Dans le système de numération grecque, êta vaut 8.
En grec ancien, êta représente, suivant les dialectes, la voyelle mi-ouverte antérieure non arrondie longue /ɛː/ ou la consonne fricative glottale sourde /h/. Pendant l'époque de la koinè, le son /ɛː/ représenté par êta est élevé et fusionné avec plusieurs voyelles précédemment distinctes, un phénomène nommé iotacisme, conduisant à sa prononciation moderne.

### Sciences
La lettre η (êta) est souvent employée comme symbole :
- en mécanique des fluides, de la viscosité dynamique d'un fluide ;
- en thermodynamique :
  - du rendement énergétique d'une machine thermique ou électrique,
  - de l'efficacité énergétique ;
- en chimie, de l'hapticité.

## Histoire

### Origine
La lettre êta tire son origine de la lettre correspondante de l'alphabet phénicien, . Celle-ci provient peut-être de l'alphabet protosinaïtique, une écriture utilisée dans le Sinaï il y a plus de 3 500 ans, elle-même probablement dérivée de certains hiéroglyphes égyptiens ; le hiéroglyphe sur lequel la lettre phénicienne est basée signifie « cour » : , « ḥwt », « ḥtt ». L'alphabet phénicien atteint une forme plus ou moins standard vers le XIe siècle av. J.-C. Sa 7e lettre est une consonne (l'alphabet phénicien est un abjad qui ne note pas les voyelles) correspondant probablement au son [ħ].
Les lettres correspondantes de l'alphabet sudarabique sont , ḥ, et , ḫ, correspondant aux lettres ሐ, ḥauṭ, et ኀ, ḫarm, de l'alphasyllabaire guèze. Dans les alphabets sémitiques, la lettre phénicienne a conduit au syriaque ܚ, à l'hébreu ח, à l'arabe ح et au berbère ⵃ.

### Alphabets archaïques

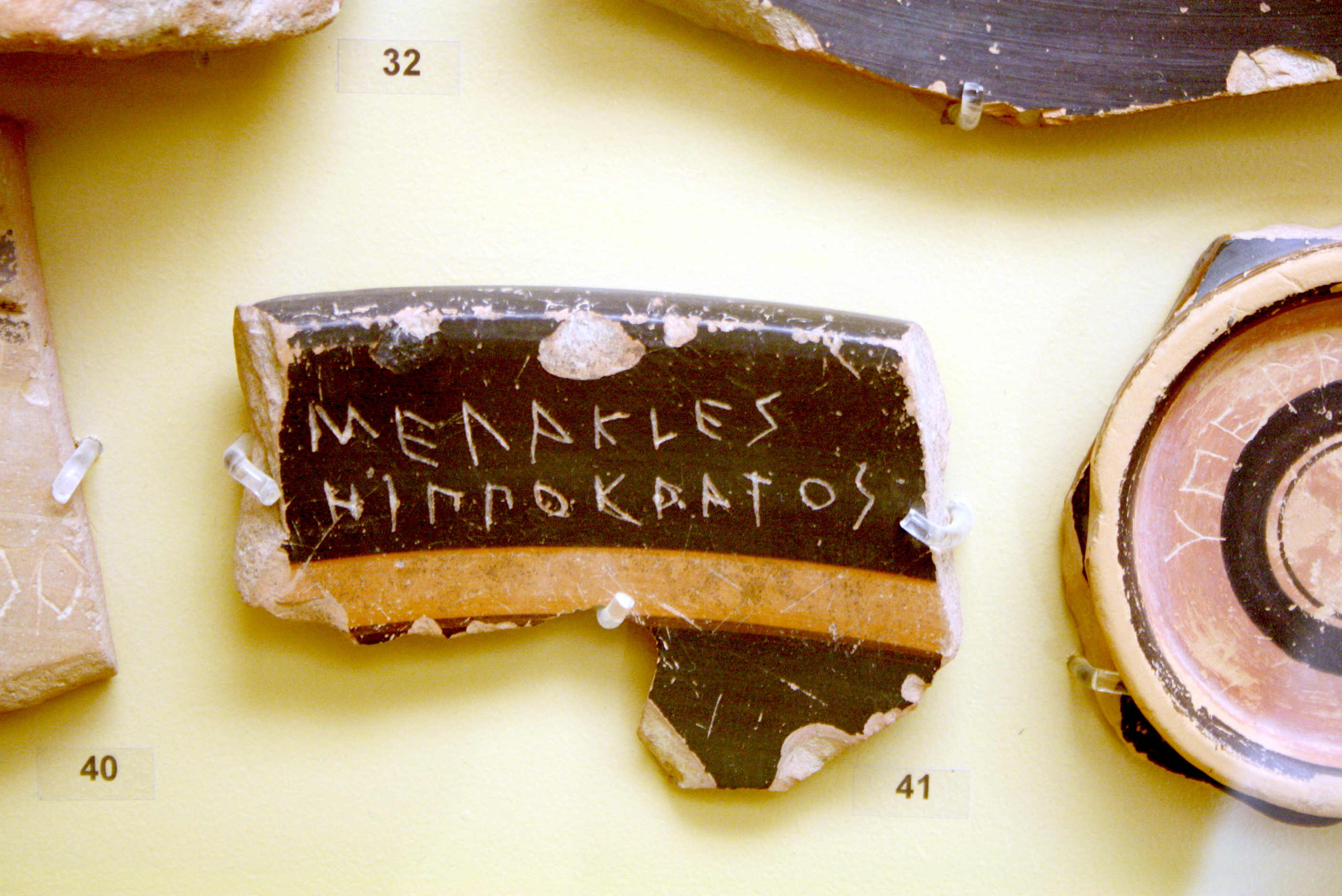
La lettre êta transcrit le son /h/ sur l'ostracon athénien de Mégaclès, fils d'Hippocrate, 487 av. J.-C. : ΜΕΓΑΚLES HIΠΠΟΚRATOS.

Dans les alphabets grecs archaïques, la lettre dérivée du het phénicien prend deux fonctions différentes suivant les dialectes : la majorité de ceux-ci l'utilisent pour la consonne /h/, similaire à sa valeur phénicienne ([ħ]). Toutefois, la consonne /h/ est progressivement perdue du langage parlé (un processus connu sous le nom de psilose) ; dans les dialectes où cette perte s'est produite tôt dans la période archaïque, Η est utilisé pour noter la voyelle longue /ɛː/, deuxième élément sonore de son nom et, pour les dialectes sans /h/, sa valeur acrophonique naturelle. Les dialectes psilotiques primitifs incluent l'ionien oriental, le dialecte éolien de Lesbos et les dialectes doriens de Crète et Élis.
La langue grecque archaïque possède trois phonèmes distincts pour « e » : une voyelle mi-ouverte /ɛː/ (écriture classique « η »), une voyelle mi-fermée longue /eː/ (fusionnée par la suite avec la diphthongue /ei/, écriture classique « ει ») et une voyelle courte /e/ (écriture classique « ε »). Dans les dialectes psilotiques d'Anatolie et des îles Égéennes adjacentes, ainsi qu'en Crète, le Η vocalique n'est utilisé que pour /ɛː/. Dans un certain nombre d'îles de la mer Égée, dont Rhodes, Milos, Santorin et Paros, il est utilisé à la fois pour /h/ et /ɛː/ sans distinction. À Cnide, une lettre additionnelle est inventée pour distinguer entre les deux fonctions : Η est utilisé pour /h/ et  pour /ɛː/. Dans les colonies du sud de l'Italie, principalement Taras, après 400 av. J.-C., une distinction similaire est faite entre Η pour /ɛː/ et  pour /h/.
À Naxos, le système est légèrement différent : la même lettre y est également utilisé pour /h/ et une voyelle longue, mais seulement si le son « e » provient de l'élévation d'un ancien /aː/, non d'un ancien /ɛː/ hérité du proto-grec. Ceci signifie probablement que, tandis que dans les autres dialectes les « e » longs ancien et nouveau ont déjà fusionné en un phonème unique, le son élevé de Naxos est distinct de /aː/ et /ɛː/, soit probablement un son [æ].
En résumé, l'êta prend des formes diverses comme, :
- (Arcadie, Argos, Attique, Béotie, Corinthe, Crète, Délos, Délos, Égine, Eubée, Ionie, Ithaque, Laconie, Mégare, Naxos, Naxos, Paros, Paros, Rhodes, Santorin, Santorin, Thessalie, Tirynthe)
- (Achaïe, Cnide, Milos, Milos, Sicyone)
- (Cnide)
- (Tirynthe)
- (Crète)

### Évolution
La forme actuelle de la lettre provient de l'alphabet utilisé en Ionie, qui est progressivement adopté par le reste du monde grec antique (Athènes passe un décret formel pour son adoption officielle en 403 av. J.-C. ; son usage est commun dans les cités grecques avant le milieu du IVe siècle av. J.-C.).
Dans les dialectes préservant le son /h/, différent glyphes sont employés pendant un certain temps pour le hêta consonnantal à côté de nouvel êta vocalique. L'un d'entre eux ressemble à la partie gauche d'un H, utilisé dans les colonies grecques d'Italie du sud d'Heracleia et Tarentum. Lorsque l'orthographe grecque est codifiée par les grammairiens de l'époque hellénistique, ils utilisent un symbole diacritique dérivé de cette lettre pour signaler la présence de /h/ en début de mot, et ajoute un équivalent inversé pour en noter l'absence. Ces symboles sont à l'origine de l'esprit rude et de l'esprit doux dans l'orthographe grecque classique. La lettre est réintroduite dans la représentation moderne savante de l'écriture grecque archaïque sous le nom de hêta.
L'alphabet grec reste monocaméral pendant longtemps. Les formes minuscules proviennent de l'onciale grecque, une graphie particulière créée à partir de la majuscule et de la cursive romaine vers le IIIe siècle et adaptée à l'écriture à la plume, et sont créées vers le IXe siècle. Pendant la Renaissance, les imprimeurs adoptent la forme minuscule pour les polices bas-de-casse, et modèlent les lettres capitales sur les formes des anciennes inscriptions, conduisant le grec à devenir bicaméral.

### Nom
Tout comme la plupart des noms des autres lettres, « êta » ne signifie rien de particulier en grec et n'est qu'un emprunt direct au nom de la lettre en phénicien. Il est supposé que le nom de la lettre phénicienne correspondante signifierait « cour, mur ».
En grec moderne, la lettre est appelée ήτα (ếta), prononcée /ˈita/. En grec ancien, elle est nommée ἦτα (ễta).

### Dérivés
La lettre êta est transmise à l'alphabet latin par l'intermédiaire de l'alphabet étrusque, lui-même dérivé de l'alphabet grec employé en Eubée — alphabet que les Étrusques apprennent à Pithécusses (Ischia), près de Cumes. Dans cet alphabet, la lettre représente la consonne fricative glottale sourde /h/ : c'est donc cette fonction que les Étrusques attribuent à la lettre dérivée, conduisant par la suite à la lettre latine H.
Dans l'alphabet cyrillique, l'êta donne naissance à la lettre i И.
Dans l'alphabet copte, la lettre conduit à la lettre ēta Ⲏ.
Il est possible que l'alphabet arménien dérive de l'alphabet grec. Dans ce cas, le ho Հ dériverait de l'êta.

He phénicien
Êta épigraphique grec
Êta grec majuscule moderne
Écriture onciale
Variantes cursives
Variantes minuscules
Êta grec minuscule moderne
Êta eubéen
H étrusque
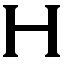
H romain
I cyrillique
Eta copte

## Diacritiques
Dans l'orthographe polytonique du grec ancien, êta, comme les autres voyelles, peut être diacritée :
- accent aigu : ή
- accent grave : ὴ
- accent circonflexe : ῆ
- esprit rude : ἡ
- esprit doux : ἠ
- iota souscrit : ῃ

Des combinaisons de ces signes sont possibles : ἢ, ἣ, ἤ, ἥ, ἦ, ἧ, ᾐ, ᾑ, ᾒ, ᾓ, ᾔ, ᾕ, ῂ, ῄ, ᾖ, ᾗ.

## Codage
La majuscule Η possède les codages suivants :
- Unicode : U+0397
- Entité HTML : &Eta;
- TeX : \Eta ; {\displaystyle \mathrm {H} }
- DOS Greek : 134
- DOS Greek-2 : 170
- Windows-1253 : 199

La minuscule η possède les codages suivants :
- Unicode : U+03B7
- Entité HTML : &eta;
- TeX : \eta ; {\displaystyle \eta }
- DOS Greek : 158
- DOS Greek-2 : 220
- Windows-1253 : 231

Le tableau suivant recense les différents caractères Unicode utilisant l'êta:
| Caractère | Représentation | Code    | Bloc Unicode                           | Nom Unicode                                                            |
| --------- | -------------- | ------- | -------------------------------------- | ---------------------------------------------------------------------- |
| Ή         | Ή              | U+0389  | Grec et copte                          | Lettre majuscule grecque êta accent                                    |
| Η         | Η              | U+0397  | Grec et copte                          | Lettre majuscule grecque êta                                           |
| ή         | ή              | U+03AE  | Grec et copte                          | Lettre minuscule grecque êta accent                                    |
| η         | η              | U+03B7  | Grec et copte                          | Lettre minuscule grecque êta                                           |
| ἠ         | ἠ              | U+1F20  | Grec étendu                            | Lettre minuscule grecque êta esprit doux                               |
| ἡ         | ἡ              | U+1F21  | Grec étendu                            | Lettre minuscule grecque êta esprit rude                               |
| ἢ         | ἢ              | U+1F22  | Grec étendu                            | Lettre minuscule grecque êta esprit doux et accent grave               |
| ἣ         | ἣ              | U+1F23  | Grec étendu                            | Lettre minuscule grecque êta esprit rude et accent grave               |
| ἤ         | ἤ              | U+1F24  | Grec étendu                            | Lettre minuscule grecque êta esprit doux et accent aigu                |
| ἥ         | ἥ              | U+1F25  | Grec étendu                            | Lettre minuscule grecque êta esprit rude et accent aigu                |
| ἦ         | ἦ              | U+1F26  | Grec étendu                            | Lettre minuscule grecque êta esprit doux et circonflexe                |
| ἧ         | ἧ              | U+1F27  | Grec étendu                            | Lettre minuscule grecque êta esprit rude et circonflexe                |
| Ἠ         | Ἠ              | U+1F28  | Grec étendu                            | Lettre majuscule grecque êta esprit doux                               |
| Ἡ         | Ἡ              | U+1F29  | Grec étendu                            | Lettre majuscule grecque êta esprit rude                               |
| Ἢ         | Ἢ              | U+1F2A  | Grec étendu                            | Lettre majuscule grecque êta esprit doux et accent grave               |
| Ἣ         | Ἣ              | U+1F2B  | Grec étendu                            | Lettre majuscule grecque êta esprit rude et accent grave               |
| Ἤ         | Ἤ              | U+1F2C  | Grec étendu                            | Lettre majuscule grecque êta esprit doux et accent aigu                |
| Ἥ         | Ἥ              | U+1F2D  | Grec étendu                            | Lettre majuscule grecque êta esprit rude et accent aigu                |
| Ἦ         | Ἦ              | U+1F2E  | Grec étendu                            | Lettre majuscule grecque êta esprit doux et circonflexe                |
| Ἧ         | Ἧ              | U+1F2F  | Grec étendu                            | Lettre majuscule grecque êta esprit rude et circonflexe                |
| ὴ         | ὴ              | U+1F74  | Grec étendu                            | Lettre minuscule grecque êta accent grave                              |
| ή         | ή              | U+1F75  | Grec étendu                            | Lettre minuscule grecque êta accent aigu                               |
| ᾑ         | ᾑ              | U+1F91  | Grec étendu                            | Lettre minuscule grecque êta esprit rude iota souscrit                 |
| ᾒ         | ᾒ              | U+1F92  | Grec étendu                            | Lettre minuscule grecque êta esprit doux accent grave et iota souscrit |
| ᾓ         | ᾓ              | U+1F93  | Grec étendu                            | Lettre minuscule grecque êta esprit rude accent grave et iota souscrit |
| ᾔ         | ᾔ              | U+1F94  | Grec étendu                            | Lettre minuscule grecque êta esprit doux accent aigu et iota souscrit  |
| ᾕ         | ᾕ              | U+1F95  | Grec étendu                            | Lettre minuscule grecque êta esprit rude accent aigu et iota souscrit  |
| ᾖ         | ᾖ              | U+1F96  | Grec étendu                            | Lettre minuscule grecque êta esprit doux circonflexe et iota souscrit  |
| ᾗ         | ᾗ              | U+1F97  | Grec étendu                            | Lettre minuscule grecque êta esprit rude circonflexe et iota souscrit  |
| ᾘ         | ᾘ              | U+1F98  | Grec étendu                            | Lettre majuscule grecque êta esprit doux iota souscrit                 |
| ᾙ         | ᾙ              | U+1F99  | Grec étendu                            | Lettre majuscule grecque êta esprit rude iota souscrit                 |
| ᾚ         | ᾚ              | U+1F9A  | Grec étendu                            | Lettre majuscule grecque êta esprit doux accent grave et iota souscrit |
| ᾛ         | ᾛ              | U+1F9B  | Grec étendu                            | Lettre majuscule grecque êta esprit rude accent grave et iota souscrit |
| ᾜ         | ᾜ              | U+1F9C  | Grec étendu                            | Lettre majuscule grecque êta esprit doux accent aigu et iota souscrit  |
| ᾝ         | ᾝ              | U+1F9D  | Grec étendu                            | Lettre majuscule grecque êta esprit rude accent aigu et iota souscrit  |
| ᾞ         | ᾞ              | U+1F9E  | Grec étendu                            | Lettre majuscule grecque êta esprit doux circonflexe et iota souscrit  |
| ᾟ         | ᾟ              | U+1F9F  | Grec étendu                            | Lettre majuscule grecque êta esprit rude circonflexe et iota souscrit  |
| ῂ         | ῂ              | U+1FC2  | Grec étendu                            | Lettre minuscule grecque êta accent grave iota souscrit                |
| ῃ         | ῃ              | U+1FC3  | Grec étendu                            | Lettre minuscule grecque êta iota souscrit                             |
| ῄ         | ῄ              | U+1FC4  | Grec étendu                            | Lettre minuscule grecque êta accent aigu iota souscrit                 |
| ῆ         | ῆ              | U+1FC6  | Grec étendu                            | Lettre minuscule grecque êta circonflexe                               |
| ῇ         | ῇ              | U+1FC7  | Grec étendu                            | Lettre minuscule grecque êta circonflexe iota souscrit                 |
| Ὴ         | Ὴ              | U+1FCA  | Grec étendu                            | Lettre majuscule grecque êta accent grave                              |
| Ή         | Ή              | U+1FCB  | Grec étendu                            | Lettre majuscule grecque êta accent aigu                               |
| ῌ         | ῌ              | U+1FCC  | Grec étendu                            | Lettre majuscule grecque êta iota souscrit                             |
| 𝚮         | 𝚮              | U+1D6AE | Symboles mathématiques alphanumériques | Majuscule mathématique grasse êta                                      |
| 𝛈         | 𝛈              | U+1D6C8 | Symboles mathématiques alphanumériques | Minuscule mathématique grasse êta                                      |
| 𝛨         | 𝛨              | U+1D6E8 | Symboles mathématiques alphanumériques | Majuscule mathématique italique êta                                    |
| 𝜂         | 𝜂              | U+1D702 | Symboles mathématiques alphanumériques | Minuscule mathématique italique êta                                    |
| 𝜢         | 𝜢              | U+1D722 | Symboles mathématiques alphanumériques | Majuscule mathématique italique grasse êta                             |
| 𝜼         | 𝜼              | U+1D73C | Symboles mathématiques alphanumériques | Minuscule mathématique italique grasse êta                             |
| 𝝜         | 𝝜              | U+1D75C | Symboles mathématiques alphanumériques | Majuscule mathématique grasse sans empattement êta                     |
| 𝝶         | 𝝶              | U+1D776 | Symboles mathématiques alphanumériques | Minuscule mathématique grasse sans empattement êta                     |
| 𝞖         | 𝞖              | U+1D796 | Symboles mathématiques alphanumériques | Majuscule mathématique italique grasse sans empattement êta            |
| 𝞰         | 𝞰              | U+1D7B0 | Symboles mathématiques alphanumériques | Minuscule mathématique italique grasse sans empattement êta            |